# 東埔舌石蛾
東埔舌石蛾（学名：Glossosoma tunpuensis）为舌石蛾科舌石蛾屬下的一个种。